# Badfinger (음반)
《Badfinger》는 영국의 록 밴드 배드핑거의 여섯 번째 스튜디오 음반이다. 이 음반은 1973년 가을에 녹음되어 1974년 워너 브라더스 레코드에서 발매되었다. 이 음반은 밴드가 워너 레이블에서 발매한 두 장의 음반 중 첫 번째 음반이다. 음반의 커버 아트에는 1920년대의 승마복과 모자를 쓰고 궐련 물부리에 궐련을 피우는 한 여성의 모습이 담겨 있다.

## 배경
배드핑거가 애플 레코드의 마지막 음반 《Ass》 작업을 완료하던 중 밴드의 매니저인 스탠 폴리가 워너 브라더스 레코드와 3년 6개월간의 음반 계약을 체결했다. 그 결과 밴드와 프로듀서 크리스 토머스가 《Ass》의 녹음을 완료한 직후, 두 사람은 다시 스튜디오로 돌아와 워너를 위한 새 음반을 제작하게 되었다.

## 발매 및 평가
| 전문가 평가                   | 전문가 평가 |
| 평가 점수                     | 평가 점수   |
| 출처                          | 점수        |
| ----------------------------- | ----------- |
| AllMusic                      | [ 1 ]       |
| Encyclopedia of Popular Music | [ 2 ]       |

원래 1973년 12월 28일에 발매될 예정이었지만, 그 달에 《Ass》가 발행되면서 음반 발매가 연기되었다. 엄밀히 말하면 음반 제목은 정해지지 않았지만 매트릭스 번호를 제외한 유일한 식별 번호이기 때문에 《Badfinger》라고 불린다. 의도된 제목인 《For Love or Money》는 제작 당시 레이블에서 거부되어 사용되지 않았다. 의도된 제목은 배드핑거가 애플에서 워너 브라더스로 레이블을 변경한 것을 의미했다.
발매와 동시에 배드핑거는 《롤링 스톤》에서 불리한 평가를 받았다. 음반 이후 발매된 영국 싱글 〈Love Is Easy〉는 차트에 오르지 못했다. 이후 미국에서 발매된 싱글 〈I Miss You〉도 실패했다.
클래식 록 평론가 롭 휴즈는 〈Lonely You〉를 배드핑거의 아홉 번째 베스트 곡으로 평가하며 "원망스러운 피아노, 민감한 기타 음영, 피트 햄이 가장 잘 어울리고 있다"면서도 "열악한 〈Love Is Easy〉와 〈I Miss You〉를 지지하는 싱글로 설명할 수 없을 정도로 간과되었다"고 불평했다.
미국에서는 이 음반이 빌보드 200에서 161위를 차지하며 배드핑거가 미국에서 가장 낮은 차트를 기록한 음반이 되었다. 광고 실적이 부진한 이유 중 하나는 애플과의 소송으로 인해 이 음반과 《Ass》가 몇 달 만에 발매되었기 때문인데, 실제로 영국에서는 《Badfinger》가 《Ass》보다 먼저 발매되었다.

## 곡 목록
| #  | 제목                       | 작사·작곡     | 재생 시간 |
| -- | -------------------------- | ------------- | --------- |
| 1. | 〈Lonely You〉             | 피트 햄       | 2:36      |
| 2. | 〈Shine On〉               | 햄, 톰 에번스 | 2:52      |
| 3. | 〈Love Is Easy〉           | 조이 몰랜드   | 3:08      |
| 4. | 〈Song for a Lost Friend〉 | 햄            | 2:52      |
| 5. | 〈Why Don't We Talk?〉     | 에번스        | 3:45      |
| 6. | 〈Island〉                 | 몰랜드        | 3:40      |

| #  | 제목                          | 작사·작곡                | 재생 시간 |
| -- | ----------------------------- | ------------------------ | --------- |
| 1. | 〈Matted Spam〉               | 햄                       | 3:09      |
| 2. | 〈Where Do We Go from Here?〉 | 에번스                   | 3:25      |
| 3. | 〈My Heart Goes Out〉         | 마이크 기빈스            | 3:16      |
| 4. | 〈Lonely You〉                | 햄                       | 3:48      |
| 5. | 〈Give It Up〉                | 몰랜드                   | 4:34      |
| 6. | 〈Andy Norris〉               | 조이 몰랜드, 키스 몰랜드 | 2:59      |